# Bulkowo (rejon żabinecki)
Bulkowo (biał. Булькова; ros. Бульково) – wieś na Białorusi, w obwodzie brzeskim, w rejonie żabineckim, w sielsowiecie Rokitnica, nad Muchawcem.
Siedziba parafii prawosławnej; znajduje się tu zabytkowa cerkiew pw. Zaśnięcia Matki Bożej z 1896 r.

## Historia
Dawniej wieś i majątek ziemski (folwark). W dwudziestoleciu międzywojennym leżało w Polsce, w województwie poleskim, w powiecie kobryńskim, do 18 kwietnia 1928 w gminie Rohoźna, następnie w gminie Żabinka. W 1921 wieś liczyła 283 mieszkańców, zamieszkałych w 41 budynkach, w tym 228 Polaków, 54 Białorusinów i 1 Żyda. 259 mieszkańców było wyznania prawosławnego, 23 mojżeszowego i 1 rzymskokatolickiego. Folwark liczył zaś 65 mieszkańców, zamieszkałych w 5 budynkach, wyłącznie Polaków. 33 mieszkańców było wyznania prawosławnego, 22 mojżeszowego i 10 rzymskokatolickiego.
Po II wojnie światowej w granicach Związku Sowieckiego. Od 1991 w niepodległej Białorusi.